# Kari Amirian
Kari Amirian (ur. w Świnoujściu) – polska wokalistka wykonująca muzykę alternatywną i pop. W 2013 roku została nominowana do Nagrody Muzycznej „Fryderyk” w kategorii Debiut Roku. W tym samym roku otrzymała nagrody: TransVocale 2013, nagrodę HIRO Magazine w kategorii „Artysta Roku” oraz dwie nagrody przyznane przez serwis muzyczny Music Is w kategoriach: „Album Roku” i „Singiel Roku”.

## Życiorys
Kari Amirian urodziła się w Świnoujściu, jednak już w wieku 13 lat zamieszkała w Warszawie. Ukończyła studia na Uniwersytecie Muzycznym Fryderyka Chopina oraz Podyplomowe Studium Jazzu im. H. Majewskiego w Warszawie na wydziale wokalistyki jazzowej.
Jej debiutancka płyta Daddy Says I’m Special ukazała się w grudniu 2011 roku nakładem NEXTPOP Songwriters' Label i została określona przez dziennikarzy muzycznych oraz słuchaczy jednym z najciekawszych debiutów ostatnich lat, natomiast Kari – „objawieniem polskiej sceny muzycznej”.
W 2012 roku została zaproszona przez Kasię Nosowską do udziału w trasie koncertowej Męskie Granie, występowała również na Open’er Festival i Malta Festival Poznań, Free Form Festival, Waves Vienna Festival, Slot Art Festival i wielu innych. Od wydania debiutanckiej płyty Kari zagrała ok. 100 koncertów w kraju i za granicą. W 2013 roku Kari Amirian została nominowana do prestiżowej Nagrody Muzycznej „Fryderyk” w kategorii Debiut Roku.
W grudniu 2012 roku Kari Amirian wyjechała do Wielkiej Brytanii, gdzie nawiązała współpracę z angielskimi muzykami, których zaprosiła do współpracy przy jej nowym projekcie KARI. Współproducentem albumu jest młody producent Jon Headley (lider zespołu Modo Stare), a w składzie koncertowym zespołu znaleźli się: John Pullan – bębny, Callum Harvie – bas, Chris Headley – gitara oraz wspomniany wcześniej Jon Headley – syntezatory) Owocem tej współpracy jest album Wounds and Bruises, który ukazał się nakładem wydawnictwa Nextpop 3 grudnia 2013 roku.
Pod koniec grudnia 2013 roku Kari Amirian zamieszkała na stałe w Wielkiej Brytanii.

## Dyskografia
Albumy
| Rok  | Dane dot. albumu                                                                    |
| ---- | ----------------------------------------------------------------------------------- |
| 2011 | Daddy Says I’m Special - Data: 5 grudnia 2011 - Wydawca: NEXTPOP Songwriters' Label |
| 2013 | Wounds and Bruises - Data: 3 grudnia 2013 - Wydawca: NEXTPOP Songwriters' Label     |
| 2017 | I Am Fine - Data: 9 czerwca 2017 - Wydawca: NEXTPOP Songwriters' Label              |

Kompilacje różnych wykonawców
| Rok  | Album                                           | Uwagi                              | Źródło |
| ---- | ----------------------------------------------- | ---------------------------------- | ------ |
| 2011 | RAM Café 6 Lounge & Chillout                    | „My Favourite Part” – Kari Amirian | [ 11 ] |
| 2014 | Nowe pokolenie 14/44                            | „Piosenka” – Kari Amirian          | [ 12 ] |
| 2014 | Nextpop’s Tunnel Vision. Volume 1: Slow Burning | „The One” – KARI                   | [ 13 ] |

## Teledyski
| Rok  | Tytuł                         | Reżyseria                        | Album                  | Źródło |
| ---- | ----------------------------- | -------------------------------- | ---------------------- | ------ |
| 2012 | „Jump Into My Heart And Stay” | Alan Kępski                      | Daddy Says I’m Special | [ 14 ] |
| 2013 | „Hurry Up”                    | Jan Holoubek, Zuza Krajewska     | Wounds and Bruises     | [ 15 ] |
| 2014 | „The Winter is Back”          | Kasia Garstka / Tomek Niedźwiedź | Daddy Says I’m Special | [ 16 ] |

## Nagrody i wyróżnienia
| Rok  | Tytułem                             | Kategoria   | Nagroda        | Uwagi     | Źródło |
| ---- | ----------------------------------- | ----------- | -------------- | --------- | ------ |
| 2013 | Kari Amirian                        | Debiut Roku | „Fryderyk”     | Nominacja | [ 4 ]  |
| 2014 | „The Winter is Back” – Kari Amirian | Zdjęcia     | Yach Film 2014 | Nominacja | [ 17 ] |